# Марк Смитон
Марк Смитон (енгл. Mark Smeaton; 1512 — Лондон тауер, 17. мај 1536) је био главни музичар на двору краља Хенрија Осмог Тјудора, и близак пријатељ његове жене, краљице Ане Болен.
Смитон је највероватније био фламанског порекла, син столара и кројачице. На двор је стигао у пратњи кардинала Вулсија, међутим његову лепоту и бројне таленте је запазила краљица, покровитељ уметности. Боленова је Марка пребацила у своју свиту, где је свирао, певао и плесао. Смитон је био хомосексуалац и према бројним историчарима, спавао је са Аниним братом, Џорџом Боленом. Заједно са још четири мушкарца осуђен је на смрт због издаје краља и прељубе са краљицом. Међутим, од свих петорице једино је он био брутално мучен док није признао кривицу. То је било зато што је имао скромно порекло. Смитон је пред смрт трошио огромне своте новца, највише на нове коње. Пошто је годишње зарађивао око 100 фунти (што је било јако мало) народ је потајно веровао да је иза Смитона заиста стајала краљица, да је свирач могао да приуштити толике трошкове само захваљујући услугама које је пружао Ани. Погубљен је 17. маја 1536. године.